# Melissa Mars
 (mars 2010).
Si vous disposez d'ouvrages ou d'articles de référence ou si vous connaissez des sites web de qualité traitant du thème abordé ici, merci de compléter l'article en donnant les références utiles à sa vérifiabilité et en les liant à la section « Notes et références ».
Pour les articles homonymes, voir Mars.
Melissa Mars, (dite Melissa Sefrani, ou Melissa Maylee, au début de sa carrière), née le 3 septembre 1979 à Marseille, est une chanteuse, actrice, auteure, compositrice, photographe et réalisatrice française.

## Biographie
Melissa Sefrani fait ses premiers pas à treize ans sur la scène du Chocolat théâtre de Marseille et prend des cours de chant deux ans plus tard.
À seize ans, elle emménage à Paris et décroche son bac scientifique à Louis-Le-Grand un an plus tard. Malgré cela, elle quitte les études et continue à apprendre l'espagnol, l'anglais, le piano, l'harmonica. Elle écrit de petits scénarios et lit des pièces de théâtre moderne (Anouilh, Obaldia, Sartre, Cocteau et Miller).
En 1998, son agent la fait dîner avec André Téchiné et François Bernheim. Mais le dîner ne prend pas la tournure espérée : comme elle l'écrit, « la soirée passe, mais le courant ne passe pas ». François Bernheim veut l'entendre chanter. Avec l'aide de sa mère, elle écrit sa première chanson, Papa m'aime pas. Cinq autres suivront. Elle prend alors le nom de Melissa Mars, en référence à la planète Mars de par son tempérament rêveur.
Elle décroche aussi quelques rôles dans des films (Un aller simple, Garonne), et son premier album Et Alors ! sorti en mars 2003 constitue le début de sa carrière. N’étant pas beaucoup diffusés dans les médias, ses singles suivants ne seront jamais commercialisés. Le titre Et Alors ! sera quand même accompagné d’un clip, tourné à Bruxelles. Ce ne sera pas le cas de Quelqu'un.
Au début de l’année 2005, elle revient avec son nouvel album La Reine des abeilles, le premier extrait est And… I Hate You. Pour cet album aux sonorités plus folk, elle s’est accompagnée de Franck Langolff. À la même période, elle fait une apparition sur l’album 9 de Lara Fabian pour le titre Les Homéricains. Peu après, alors que Dans Ma Bulle Antisismique est envoyé en promo aux médias, elle remplace Carla Bruni, aux côtés de Louis Bertignac, pour des scènes et télé live sur Les Frôleuses.
Au début 2006, pour sa première série de concerts au Théâtre Les Déchargeurs, elle s'installe dans le paysage musical avec son mélange des genres, de la pop acidulée, des sonorités folk, goth n’ rock. En même temps, son album La Reine des abeilles sort dans une nouvelle édition, avec le remix d’And… I Hate You, un duo inédit Chaperon rouge avec Irmavep et une nouvelle version d’Apocalips. Puis, peu de temps après, elle apparaît sur l'album de Pascal Obispo, pour deux titres La Machine et 1980, sorti en single en septembre 2006, classé 5e au top des ventes. Celui-ci la fait connaître du grand public. Puis, elle devient le visage de la nouvelle collection automne-hiver de la marque NAF NAF.
En mai 2007, le single Love Machine est disponible sur internet, annonciateur de l'album À la recherche de l'amour perdu, dans les bacs en septembre 2007. Peu avant, un maxi de Love Machine sort dans le commerce, avec quatre remixes et la version anglaise. De la tournée qui aurait dû suivre, seul le concert du 10 décembre 2007 à La Cigale à Paris est maintenu.
En 2010, elle apparaît dans le film américain From Paris with Love aux côtés de John Travolta, puis part en tournée en France, Belgique et Suisse, en tête d’affiche de Mozart, l'opéra rock mis en scène par Olivier Dahan. Melissa Mars incarne le personnage d’Aloysia Weber. Le spectacle reçoit trois récompenses aux NRJ Music Awards 2010 et l’album est consacré disque de diamant.
Le 7 mars 2011 sort le titre Digital en duo avec Riot !n Paris accompagné d'un clip. Le 13 avril 2011, sort le single Et je veux danser, aux sonorités électro. Il est diffusé en avant première sur Hotmixradio, et est annonciateur du quatrième album Magnétique.
Le 3 septembre 2012, elle sort le single Tweet 'N' Roll. Elle l’interprète pour la première fois en direct des Jeux olympiques d'été de 2012 sur France 3. Elle décroche également un rôle dans le film américain Glimpse de Daryl Ferarra avec Clayton Myers, puis un rôle dans la série américaine The Cabining de Steve Kopera.
Elle participe au spectacle Mozart, l'opéra rock en septembre 2014 en France, en Suisse et en Belgique, accompagnée par un orchestre symphonique originaire de Kiev. À l'origine prévu pour le printemps 2014, il a été reporté à la suite des évènements en Ukraine,.

## Discographie

### Albums studio
- 2003 : Et Alors ! (Polydor #104 France)
- 2005 / 2006 : La Reine des abeilles (Polydor)
- 2006 : Remixes (Polydor, E.P)
- 2007 : À la recherche de l'amour perdu (Polydor, #93 France)
- 2009 / 2010 : Mozart L'Opéra Rock, album, puis collector avec la troupe (Warner #2 France)
- 2011 : Et je veux danser (E.P - single + remixes)
- 2011 : Just Only wanna Dance (E.P - single + remixes)
- 2014 : Tweet N' Roll (E.P - single + remixes)
- 2016 : I Will Rise (E.P - single + remix)

### Singles
| Année | Titre                                                                      | Album                               |
| ----- | -------------------------------------------------------------------------- | ----------------------------------- |
| 2000  | T'am - Tam                                                                 | Aucun                               |
| 2000  | Qu'elles Aillent Se Faire Voir                                             | Aucun                               |
| 2003  | Papa M'aime Pas (#70 France)                                               | Et Alors !                          |
| 2003  | Et Alors !                                                                 | Et Alors !                          |
| 2003  | Quelqu'un                                                                  | Et Alors !                          |
| 2005  | And... I Hate You                                                          | La Reine des abeilles               |
| 2005  | Dans Ma Bulle Antisismique                                                 | La Reine des abeilles               |
| 2006  | Apocalips                                                                  | La Reine des abeilles               |
| 2006  | 1980 (duo avec Pascal Obispo) (#3 Belgique, #5 France, #43 Suisse)         | Les Fleurs du bien                  |
| 2007  | Love Machine (#93 France)                                                  | À la recherche de l'amour perdu     |
| 2008  | Et Si Nous 2 (duo avec Pascal Obispo)                                      | À la recherche de l'amour perdu     |
| 2008  | Army Of Love                                                               | À la recherche de l'amour perdu     |
| 2009  | Le Bien Qui Fait Mal                                                       | Mozart, l'opéra rock                |
| 2009  | Bim Bam Boum                                                               | Mozart, l'opéra rock                |
| 2010  | C'est Bientôt La Fin                                                       | Mozart, l'opéra rock                |
| 2011  | Digital (vs Riot !n Paris)                                                 |                                     |
| 2011  | Et Je Veux Danser / Just Only Wanna Dance                                  |                                     |
| 2012  | Week-End Love (duo avec Dogwalker)                                         |                                     |
| 2012  | Je reprends ma route (avec 40 artistes, au profit de La Voix de L'Enfant)  |                                     |
| 2012  | Tweet N' Roll (guitares)                                                   |                                     |
| 2014  | Beautiful                                                                  | 52 songs for Happiness by Coca-Cola |
| 2014  | Happiness Remix (17 chanteurs de la compilation de Coca-Cola)              | 52 songs for Happiness by Coca-Cola |
| 2014  | Tweet N' Roll (single)                                                     |                                     |
| 2016  | I Will Rise (Extrait de la bande originale du film "Curse of Mesopotamia") |                                     |

### Participation
- 2002 : Garonne, la B.O de la saga Garonne, Elle interprète 4 chansons.
- 2005 : Les Homéricains (duo avec Lara Fabian), Album 9 (Neuf)
- 2006 : La Machine (duo avec Pascal Obispo), Album Les Fleurs du bien
- 2007 : Elle participe à la B.O du film Eden Log.
- 2009 : Mozart, l'opéra rock, Album (#2 France)
- 2009 : Six Pieds Sous Terre (avec Claire Pérot), Album Mozart, l'opéra rock
- 2009 : L'Operap (avec Claire Pérot et Mikelangelo Loconte), Album Mozart, l'opéra rock
- 2009 : Bonheur de Malheur (avec Claire Pérot), Album Mozart, l'opéra rock
- 2009 : Debout les Fous (avec Mikelangelo Loconte, Florent Mothe, Claire Pérot, Maeva Méline, Solal et Merwan Rim), Album Mozart, l'opéra rock
- 2010 : L'amour C'est Ma Guerre, Album Mozart, l'opéra rock
- 2012 : Elle participe au single caritatif Je reprends ma route en faveur de l'association Les voix de l'enfant[5]
- 2012 : Elle signe la B.O du court-métrage Glimpse, dont elle interprète aussi la chanson Dead Flower.
- 2014 : Elle interprète la chanson du générique du film The Cabining dont elle est aussi une des actrices principales
- 2015 : Elle interprète la chanson du générique du film Curse Of Mesopotamia dont elle est aussi une des actrices principales

## Filmographie

### Longs métrages
- 2001 : Un aller simple, de Laurent Heynemann
- 2010 : From Paris with Love, avec John Travolta, Jonathan Rhys Meyers de Pierre Morel
- 2014 : The Cabining, avec Mike Kopera, Bo Keister de Steve Kopera et David Silverman
- 2015 : Curse of Mesopotamia, avec Karim Saidi, Terrell Carter de Lauand Omar
- 2015 : Sorrow, avec Vannessa Vasquez, Andrew Sensenig de Millie Loredo
- 2015 : Assassin's Game, avec Tom Sizemore, Vivica A. Fox de Anoop Rangi
- 2015 : 6 Ways to Die, avec Vinnie Jones, Michael Rene Walton, Vivica A. Foxde Nadeem Soumah
- 2015 : The Letter Red, avec Angelica Bridges, Rachel Reilly de Joston Theney
- 2015 : Lost Angelas, avec David Proval, Korrina Rico de Ana Maria Manso, William Wayne
- 2016 : Virtual Revolution avec Mike Dopud, Jane Badler, Jochen Hägele
- 2017 : Texas Zombie Wars, un film en 4 parties avec Mikal Vega, Grace Patterson de A.K. Waters
- 2018 : Deadly Delusions de Nadeem Soumah, diffusé sur Lifetime, avec Haylie Duff, Teri Polo...

### Télévision
- 1996 : Titane, de Daniel Moosmann
- 2000 : PJ sur France 2, de Gérard Vergez (série télévisée)
- 2002 : Garonne (où elle chante la bande originale) de Claude d'Anna
- 2014 : Khamsa, de Ahmed Aksas et Lauand Omar (série télévisée)
- 2017 : Quelqu'un me suit, de Nadeem Soumah (téléfilm)
- 2018 : Puzzled de Michael Bergmann (en), pilote d'une série

### Courts-métrages
- 1998 : Locked-in Syndrom, d'Isabelle Ponnet
- 1998 : Le Rire du bourreau, d'Elsa Chabrol
- 2009 : Chaperon noir, de Melissa Mars et Mick Bulle
- 2013 : Glimpse, de Daryl Ferrara
- 2013 : My Cage, de Guillaume Campanacci
- 2014 : Je suis coupable, de Karine Lima (pour le Festival du Film de Nikon)
- 2016 : Dinner, de Yi Zhang
- 2016 : TYPE Z
- 2019 : Better Late Than never, de Marco Bottiglieri (actrice, scénariste)